# Кунгыр-буга (эпос)
«Кунгыр-буга» (баш. Ҡуңыр буға) — башкирский эпос, памятник устного народного творчества.

## Описание
«Кунгыр-буга» впервые записан и опубликован в 1865 году Р. Г. Игнатьевым в «Оренбургских губернских ведомостях» (№ 32, с.218—219).
Другие варианты эпоса были записаны М. А. Бурангуловым, К. Мэргэном, Г. Салямом и другими. В 1969 году Р. З. Шакуровым была записана версия данного произведения от сэсэна-сказителя М. Мирхайдарова из села Аскарово.
Всего зафиксировано свыше 10 вариантов эпоса, записанных в Башкортостане, Самарской и Оренбургской областях. Они хранятся в Научном архиве УНЦ РАН.
Произведение «Кунгыр-буга» включают в цикл башкирских сказаний о животных («Акхак-кола», «Караюрга»). В эпосе описывается древние верования башкир о священном животном, приносящем счастье и благополучие.
В данном эпическом сказании с помощью образа быка олицетворяется конфликт между хозяевами
и животными. Анализируя этот конфликт С. А. Галин приходит к выводу, что здесь отражается сюжет борьбы между отживающими матриархальными и зарождающимися патриархальными отношениями.

## Сюжет
По своему содержанию «Кунгыр-буга» относится к эпическим сказаниям о священных животных. Эпос построен на поэтическом повествовании путешествия его героини по Уральскому хребту в поисках пропавшего стада коров.
Героиня эпоса выходит замуж и уезжает далеко от родного дома, получив в качестве приданого бурую корову. Через несколько лет телята этой коровы во главе с Кунгыр-бугой (Ҡуңыр буға в переводе с башкирского «бык бурой масти») покидают земли и направляются в сторону южных отрогов Уральских гор. Героиня эпоса идёт следом за ними, окликая их песней «Кунгыр-буга» — песня о величественной природе Урала и деяниях башкирских батыров. Пение периодически прерывается призывными звуками, обращенными к Кунгыр-буга — «Ҡуңыр буға, һау-һау». Они напоминают заклинания, с которыми в древности обращались к мифическим покровителям стада. Вскоре животные приводят девушку к дому родителей.
С именем Кунгыр-буга связывают появление одноименного названия дороги («Ҡуңыр буға юлы» — «Дорога Кунгыр-буги»), которая пролегает от юга на север по Уральским горам. Считается, что в древности данная дорога использовалась для передвижения войск в случае вторжения врагов
на башкирские земли.